# Малая Торзать
Малая Торзать — деревня в Макарьевском районе Костромской области. Входит в состав Горчухинского сельского поселения.

## География
Находится в юго-восточной части Костромской области на расстоянии приблизительно 35 км на юго-восток по прямой от районного центра города Макарьев.

## История
Известна с 1897 года, в 1907 году отмечен было 14 дворов. Ныне полузаброшена.

## Население
Постоянное население составляло 74 человека (1897 год), 83 (1907), 21 в 2002 году (русские 100 %), 2 в 2022.